# Pedro Rodrigues Filho
Pedro Rodrigues Filho   (Santa Rita do Sapucaí, 17 de juny de 1954 - Mogi das Cruzes, 5 de març de 2023), també conegut com a Pedrinho Matador, fou un assassí en sèrie brasiler que va perseguir i matar altres criminals. Condemnat oficialment per 71 assassinats, afirmava haver-ne matat un centenar. Va complir un total de 42 anys de presó, en dues etapes, temps en el que va matar a 47 encarcerats. Va morir en una emboscada l'any 2023, quan visitava la seva germana.

## Biografia

### Infància
Rodrigues va néixer en una granja de Santa Rita do Sapucaí, al sud de Minas Gerais. Durant l'embaràs, el seu crani s'havia contusionat com a conseqüència d'una puntada de peu que el seu pare va donar a la panxa de la seva mare embarassada, durant una baralla. Va afirmar que va sentir la necessitat de matar per primera vegada als 13 anys; en una baralla amb un cosí gran, va empènyer el jove a una premsa de canya de sucre, gairebé matant-lo.

### Primers crims
Als 14 anys, va matar el vicebatlle d'Alfenas disparant-lo amb una escopeta que era del seu avi. Li va disparar davant de l'ajuntament per haver acomiadat el seu pare, un guàrdia de l'escola, acusat de robar menjar a la cuina del centre. Després va matar un guàrdia de seguretat, que sospitava que era l'autèntic lladre. Rodrigues es va refugiar a Mogi das Cruzes, Gran São Paulo, on va començar a robar els amagatalls de drogues i a matar traficants.
Aviat va conèixer a Maria Aparecida Olympia, sobrenomenada Botinha, i van començar a viure junts. Botinha havia sigut la parella d'un narcotraficant, i Rodrigues va assumir les funcions del difunt. Aviat es va veure "obligat" a eliminar alguns rivals, i va matar tres excompanys. Botinha es va quedar embarassada, però va patir un avortament. Va ser assassinada poc després pel líder d'una banda rival, mentre Rodrigues va poder escapar.
Més tard va reclutar alguns soldats i va muntar el seu propi negoci. A la recerca de venjança per l'assassinat de la seva companya, va torturar i matar diverses persones, intentant esbrinar qui havia sigut el responsable. El cap de colla, un rival que havia estat traït per la seva exdona, va rebre la visita d'en Rodrigues i de quatre companys durant un casament. Van deixar un rastre de set morts i setze ferits. En aquella època, Rodrigues encara era menor d'edat.
Va confessar l'assassinat del seu pare a cops de matxet, com a venjança per haver-li matat la mare. En una entrevista amb el periodista Marcelo Rezende, va explicar que després de clavar-li més de 22 punyalades, va arrencar-li el cor, el va mastegar i el va escopir.

### Presó

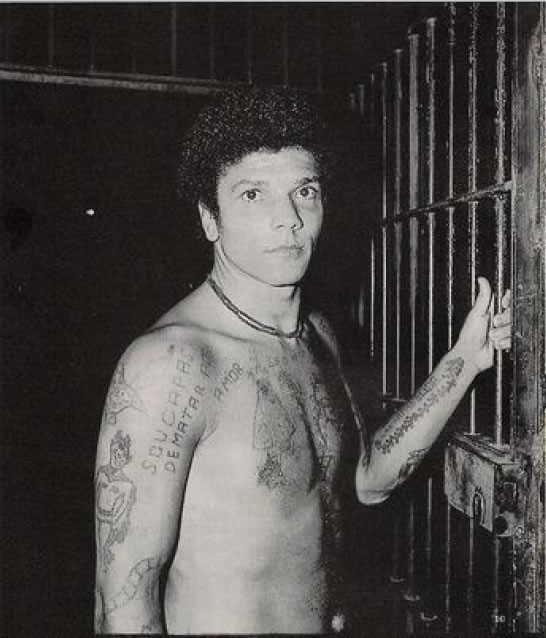
Pedrinho Matador a la presó, el 1991

Rodrigues va ser detingut per primera vegada el 24 de maig de 1973, amb poc més de divuit anys. Els registres policials mostren que una vegada va ser transportat en un vehicle amb un altre presoner, tots dos emmanillats. Durant el transport Rodrigues va matar l'altre reclús sense que la policia se n'adonés. Quan van obrir la porta del cotxe i van veure que l'altre presoner estava mort, Rodrigues va dir que ho havia fet perquè l'home era un violador. Tot i que va ser condemnat a una pena de 126 anys de presó, l'any 2003 havia de sortir en llibertat. No obstant, la comissió de diversos assassinats i altres delictes durant la seva estada al presidi va augmentar la condemna a més de 400 anys, i finalment fou alliberat el 24 d'abril de 2007.
Rodrigues va ser novament capturat el setembre de 2011, a la zona rural de Balneário Camboriú (litoral de Santa Catarina), pels càrrecs de participació en disturbis i segrest, crims comesos durant l'anterior condemna. Va ser alliberat novament l'any 2018, amb 64 anys.

### Darrers anys
Un cop alliberat, va manifestar que els seus temps de criminal havien quedat enrere i que s'havia apropat a la fe cristiana. Va obrir un canal a YouTube, anomenat "Pedrinho Ex Matador", on publicava vídeos parlava del seu penediment i feia campanya en favor de la no-violència.
El 5 de març de 2023, mentre es trobava al carrer, davant la casa de la seva germana a Mogi das Cruzes, va ser abordat per dues persones encaputxades que sortien d'un cotxe. Va rebre 6 trets i, un cop a terra, va ser degollat amb un ganivet de cuina. El crim no s'ha resolt.

## Circumstàncies i llegat
Rodrigues es considerava un justicier o venjador, doncs deia que matava a qui considerava el pitjor de la societat. Emperò, a presó va matar 16 persones pel fet de ser transsexuals, i va matar-ne d'altres per motius diversos com roncar o per haver-lo mirat fixament. El 1982, un laude pericial emès pels psicòlegs Antonio José Elias Andraus i Norberto Zoner Jr. detallava que la seva principal motivació era «l'afirmació violenta del seu jo» i van diagnosticar-lo amb «caràcter paranoide i antisocial».
La vida de Pedrinho Matador va ser una de les inspiracions per a la creació del personatge de Dexter Morgan, un antiheroi protagonista de la sèrie de llibres Dexter (2004), escrita per Jeff Lindsay, així com per a la seva adaptació homònima per a televisió (Dexter, 2006), de James Manos Jr.